# Neurolepis nana
Neurolepis nana är en gräsart som beskrevs av Lynn G. Clark. Neurolepis nana ingår i släktet Neurolepis och familjen gräs. IUCN kategoriserar arten globalt som nära hotad. Inga underarter finns listade i Catalogue of Life.